# Fakó sárgabagoly

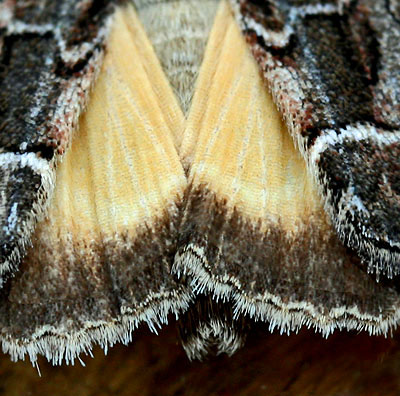
a lepke hátsószárnyai

A 'fakó sárgabagoly (Thalpophila matura) a rovarok (Insecta) osztályának a lepkék (Lepidoptera) rendjéhez, ezen belül a bagolylepkefélék (Noctuidae) családjához tartozó faj.

## Elterjedése
Dél-és Közép-Európától Északnyugat-Afrikáig elterjedt. Északon Skócia, Svédország, Norvégia, Finnország és Észtország életterei közé tartozik. Keleten, ez a tartomány kiterjed Dél-Oroszországra és Kis-Ázsiára és a Kaukázusra. A száraz gyepeket, az erdő széleket és a parkokat kedveli. 

## Megjelenése
- lepke: szárnyfesztávolsága:  38–44 mm. Az első szárnyak alapszíne sárgás barna vagy szürkés barna, esetleg vörösesbarna lehet, keresztirányú fehér vonalakkal. A hátsó szárnyak fehéres sárgák vagy szalmasárgák, innen a faj angol neve szalma hátsószárny
- hernyó: kifejlett hernyó sárgás szürke vagy barnás.

## Életmódja
- nemzedék: egy nemzedéke van egy évben, júniustól szeptemberig rajzik. A lepkék a  (Tanacetum vulgare) virágain táplálkoznak.
- hernyók tápnövényei: különböző fűfélék, például a réti csenkesz (Festuca pratensis) és kékperje - és pázsitfüvek (Poaceae).

## Fordítás
- Ez a szócikk részben vagy egészben  a   Gelbflügel-Raseneule című német Wikipédia-szócikk fordításán alapul.  Az eredeti cikk szerkesztőit annak laptörténete sorolja fel. Ez a jelzés csupán a megfogalmazás eredetét és a szerzői jogokat jelzi, nem szolgál a cikkben szereplő információk forrásmegjelöléseként.